# Легенда (филм, 2015)
„Легенда“ (на английски: Legend) е биографичен криминален трилър от 2015 г., на режисьора Брайън Хелгеланд по негов сценарий. Адаптиран е по книгата The Profession of Violence от Джон Пиърсън.
Това е петият филм на режисьора Брайън Хелгеланд, във филма участват Том Харди, Емили Браунинг, Дейвид Тюлис, Кристофър Екълстън, Чаз Палминтери, Колин Морган, Пол Бетани, Тара Фицджералд, Дъфи и Тарън Еджъртън.

## Актьорски състав
| Актьор             | Роля                                                                                         |
| ------------------ | -------------------------------------------------------------------------------------------- |
| Том Харди          | Роналд Крей / Реджиналд Крей – братя близнаци, лидери на една от най-опасните банди в Лондон |
| Емили Браунинг     | Франсис Ший – съпруга на Реджи Крей                                                          |
| Колин Морган       | Франки Ший – шофьор на Реджиналд, по-големият брат на Франсис                                |
| Пол Бетани         | Чарли Ричардсън – лондонски гангстер                                                         |
| Дейвид Тюлис       | Лесли Пейн – бизнес мениджър на братята Крей                                                 |
| Аневрин Барнард    | Дейвид Бейли – моден фотограф                                                                |
| Пол Андерсън       | Албърт Донохю – помощник на братя Крей, заместник на Реджиналд                               |
| Кристофър Екълстън | Леонард (Нипър) Рийд – детективът, отговарящ за делото на братята Крей                       |
| Чаз Палминтери     | Анджело Бруно – глава на мафиотията във Филаделфия, приятел и партньор на братята Крей       |
| Тара Фицджералд    | г-жа Ший – майка на Франсис и Франки                                                         |
| Тарън Еджъртън     | Едуард („Лудия Теди“) Смит – любовникът на Роналд Крей                                       |